# GANGAN YG
《GANGAN YG》（日語：ガンガンYG），是由日本SQUARE ENIX在2004年所发行的青年漫画杂志。于2004年12月3日起GANGAN YG正式更名为YOUNG GANGAN。出版第三號後休刊。

## 曾连载作品
- 鹡鸰女神（极乐院樱子）
- 草莓觀察日記（金田一莲十郎）
- 嬉皮笑園外傳（氷川へきる）
- （土塚理弘）
- （極山裕）
- （久保田誠）
- （中村光）
- （筒井哲也）
- 勇者鬥惡龍列傳 羅德的紋章Returns（劇本：小柳順治）
- DRAG-ON DRAGOON Judgement（原作：名取佐和子、作畫：寺田亨）
- 魔域英雄传说（塩野干支郎次）

## 关联项目
- SQUARE ENIX
- YOUNG GANGAN